# Lemma van Schwarz
In de complexe functietheorie, een deelgebied van de wiskunde, is het lemma van Schwarz, genoemd naar Hermann Schwarz, een resultaat over holomorfe functies, die zijn gedefinieerd en worden afgebeeld op de open eenheidsschijf.

## Definitie
Laat {\displaystyle D=\{z:|z|<1\}} een open eenheidsschijf zijn in het complexe vlak {\displaystyle \mathbb {C} }, die is gecentreerd om de oorsprong, en laat
{\displaystyle f:D\to D}
een holomorfe afbeelding zijn die de oorsprong invariant laat,
{\displaystyle f(0)=0}.
Het lemma van Schwarz stelt dat voor alle {\displaystyle z\in D} geldt
{\displaystyle |f(z)|\leq |z|}
en dat
{\displaystyle |f'(0)|\leq 1}.
Verder als voor enige {\displaystyle z\neq 0}
{\displaystyle |f(z)|=|z|}
of als
{\displaystyle |f'(0)|=1},
dan is {\displaystyle f} een rotatie, dat wil zeggen dat er een {\displaystyle a\in \mathbb {C} } met {\displaystyle |a|=1}, zodat
{\displaystyle f(z)=az}
Het lemma van Schwartz is minder bekend dan sterkere stellingen, zoals de afbeeldingstelling van Riemann, dat het mede helpt te bewijzen. Het lemma van Schwartz is een van de minder moeilijke resultaten die de rigiditeit van holomorfe functies aantoont.